# 植入性胎盤
植入性胎盤（Placenta accreta）是指孕婦在孕期中，胎盤和子宫肌层有不正常的緊密附著，可以依胎盤附著或侵入子宫程度分為以下的三種：
- 粘連性（Accreta）胎盤：绒毛膜绒毛已穿透子宮內層的基底蛻膜（英语：Decidua basalis），附着到子宫肌层。
- 嵌入性（Increta）胎盤：绒毛膜绒毛侵入子宫肌层。
- 穿透性（Percreta）胎盤：绒毛膜绒毛穿透子宫肌层，影響到其他器官。

因為胎盤異常的附著在子宫肌层，在分娩最後要娩出胎盤時，會增加大量出血的風險，常常會需要輸血，若是大量出血到有生命威脅時，會進行子宮切除術。

## 危險因子
子宮內的疤痕是植入性胎盤的重要危險因子之一，而前置胎盤也是另一個獨立的危險因子，其他和有關的危險因子包括懷孕時的年齡、多胎產、之前曾接受過其他子宮手術或是子宮搔刮、子宮曾接觸到輻射、子宮內膜去除、阿舍曼綜合症、子宮肌瘤、子宮異常（uterine anomalies）、妊娠高血壓及吸煙。
若子宮內有疤痕，也就是阿舍曼綜合症，出現植入性胎盤的比率會變高，子宮內的疤痕一般是因為以往的子宮手術所造成，特別是子宮擴張及搔刮（用於許多的適應症，像是流產、終止妊娠、產後出血等）、子宫肌瘤切除术或是剖宫产。蜕膜太薄也可能是造成滋胚層侵入的原因之一。有些研究指出若胎兒本身是女性，其植入性胎盤的比率會比較高。其他容易有植入性胎盤的原因包括低位胎盤、胎盤在子宮前壁（anterior placenta）、先天或是後天的子宮缺陷（例如子宮縱隔）、子宮肌瘤、胎盤異位植入（包括宮角妊娠）等。
若產婦超過35歲，曾作過剖宮產，目前子宮內有疤痕，且前置胎盤恰好蓋在疤痕上，其出現植入性胎盤的機率為40%。

## 病因
植入性胎盤是指胎盤和子宫肌层不正常的緊密附著，可能是因為子宮內沒有形成蜕膜基底或是尼塔布赫层發育不完全所造成。
依绒毛膜绒毛是否有入侵子宫肌层，以及其入侵程度，可以將植入性胎盤分為以下三種：
| 種類                   | 比例   | 描述                                                                       |
| ---------------------- | ------ | -------------------------------------------------------------------------- |
| 粘連性（Accreta）胎盤  | 75–78% | 胎盤和子宫肌层緊密接觸，但沒有入侵到子宫肌层內                             |
| 嵌入性（Increta）胎盤  | 17%    | 胎盤入侵到子宫肌层內                                                       |
| 穿透性（Percreta）胎盤 | 5–7%   | 最嚴重的情形，胎盤穿透子宫肌层，入侵到鄰近的器官（例如直腸、尿道或是膀胱） |

## 診斷
產前有關植入性胎盤的診斷，一般是在中期（四至六個月）或是後期（七至九個月），用超音波進行。若超音波有以下的結果，有可能是植入性胎盤：
- 沒有出現正常的後胎盤區低回音
- 胎盤有許多不規則的血管空隙，有類似「瑞士乳酪」的外觀
- 血管或是胎盤組織跨過子宮和胎盤之間的邊界、跨過子宮肌層和膀胱之間的邊界
- 胎盤後肌層厚度小於1mm

若用三維功率多普勒掃瞄，在基底視圖中發現有許多彼此相關的血管，也有可能是植入性胎盤。
雖然有零星的報告在懷孕前期就已診斷出植入性胎盤，不過目前還不確定懷孕的第三個月進行超音波預掃描是否有助於診斷植入性胎盤。若孕婦有前置胎盤，且胎盤蓋住了以前在子宮留下的傷疤，有植入性胎盤的風險，在懷孕後期（七至九個月）時需要用超音波進行追蹤檢查。
植入性胎盤主要是透過超音波來檢查，不過若不確定超音波的結果，或是懷疑有植入性胎盤，利用核磁共振進行檢查可能有幫助。

## 治療
若在分娩前診斷出植入性胎盤，最安全且常見的治療方式是計劃以剖宮產方式生產並進行子宮切除術。手術後會使用Pitocin及抗生素等藥物。若只有部份胎盤植入子宮，最好的作法是移除胎盤，並修補子宮的缺陷。若病患需要保留其子宮（可能為了之後再懷孕），可能可以延著胎盤的部份切除，成功機率較高。較保守的治療方式也可以保留子宮，但成功率可能較低，而且併發症的機率較高。
相關技術有：
- 將胎盤留在子宮內，並進行刮宮，此時會使用氨甲蝶呤，但治療效果還沒有共識[11]。
- 子宮內插入氣球導管，壓迫血管，避免血液流動
- 栓塞骨盆血管
- 結紮髂內動脈
- 結紮雙側的子宮動脈

若病患決定要用陰道分娩的方式生產，在分娩時需準備輸血用的血液製劑，也要聯絡麻醉師準備麻醉。

## 併發症
植入性胎盤的併發症包括對周圍器官（腸、膀胱，輸尿管）及盆腔側壁中神經血管結構的破壞，（在移入胎盤時也可能會有損傷）、需要再次治療的產後出血及羊水栓塞。
若在治療過程輸入大量血液製品、晶體（crystalloids）輸液和血容量擴充劑，也會引起像稀釋性凝血病、消耗性凝血病、急性輸血反應、因輸血造成的肺部損傷、急性呼吸窘迫綜合症、電解質異常等併發症。手術後可會有血栓栓塞及感染，嚴重的話會導致多重器官衰竭，甚至會導致產婦死亡。
若已有植入性胎盤症狀，可能會因為植入性胎盤及併發症而導致死亡，目前還沒有死亡率的確切數據，不過有些針對相關案例的研究，認為死亡率可能高達6-7%。

## 流行病學
植入性胎盤的發生率有上昇的趨勢，1980年代時，每1000位產婦中有0.8人有植入性胎盤的情形，到2000年代時，每1000位產婦中有3人出現植入性胎盤。
在植入性胎盤發生率上昇的同時，剖宫产比率也在上昇，1970年代，每4027位產婦中有一人進行剖宫产，1980年代，每2510位產婦中有一人進行剖宫产，1982年至2002年則是每533位產婦有一人進行剖宫产。美國婦產科學院在2002年統計過去50年來發生率增加了十倍。在進行剖宫产後的分娩，出現植入性胎盤的機率約為0.4-0.8%。對於曾經有植入性胎盤的病患，之前進行剖宫产的次數越多，出現植入性胎盤的風險越高，若之前進行過一次至五次的剖宫产，出現植入性胎盤的機率分別是3%、11%、40%、61%及67%。

## 外部連結
- Interactive graphic explaining placenta accreta / Stanford Medical School Magazine article (right side) （页面存档备份，存于）